# Ursula Zybach

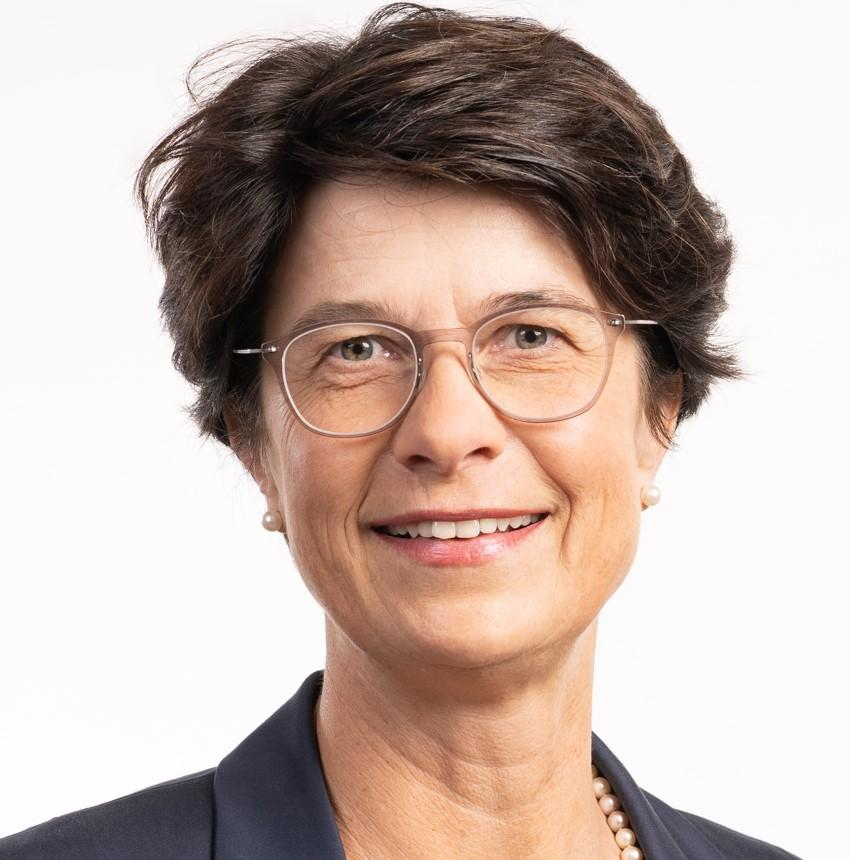
Ursula Zybach

Ursula Zybach (* 29. August 1967; heimatberechtigt in Innertkirchen, Pratteln und Hölstein) ist eine Schweizer Politikerin (SP).

## Ausbildung und Privatleben
Ursula Zybach wuchs in Spiez im Berner Oberland auf. Sie besuchte die Volksschule in Spiez und anschliessend das Gymnasium in Interlaken. Von 1987 bis 1993 absolvierte Zybach ein Studium der Lebensmittelwissenschaften an der ETH Zürich, welches sie 1993 als dipl. Lebensmittelingenieurin ETH abschloss. Ihre Diplomarbeit schrieb sie zum Thema Sensorik von Lebensmitteln unter der Leitung von Ruth Genner.
Ihr Vater Walter Zybach war Lokführer bei der BLS AG und war während elf Jahren als Finanzvorsteher Mitglied des Gemeinderates von Spiez und zwei Jahre als Vizegemeindepräsident tätig. Die Mutter Judith Zybach hat sich für die Rechte der Frauen engagiert.
Ursula Zybach ist seit ihrem Studium mit Andreas Pfirter aus Pratteln befreundet, den sie im Jahr 2000 in der Schlosskirche in Spiez heiratet. Seit 2005 lebt sie wieder in Spiez.

## Berufsleben
Nach ihrem Studium arbeitete Ursula Zybach von 1993 bis 2000 als wissenschaftliche Mitarbeiterin am Institut für Sozial- und Präventivmedizin der Universität Basel und führte unter anderem den Verein „Gsünder Basel“, der sich für die Gesundheitsförderung in der Region Basel einsetzt.
Von 2000 bis 2002 war sie Leiterin Gesundheitsförderung bei der CONCORDIA Krankenversicherung in Luzern.
Von 2002 bis 2013 arbeitete Zybach als Mitglied der Geschäftsleitung bei der Krebsliga Schweiz, zuerst bis 2008 als Programmleiterin Darmkrebsprävention und anschliessend als Bereichsleiterin Prävention und Früherkennung. Sie leitete die Schweizer Kampagne der Aktion 5 am Tag und sie erreichte, dass Darmkrebsscreenings von den Krankenversicherungen im Rahmen von qualitätsgesicherten kantonalen Programmen übernommen werden.
Von 1998 bis 2011 war sie Dozentin für Gesundheitsförderung und Prävention an der Klubschule Migros und hat an den Standorten in Basel, Zürich und Glarus unterrichtet.
Seit 2013 ist Zybach Geschäftsleiterin der Denk-Art 13 GmbH in Spiez, einer Erbringerin von Dienstleistungen für die öffentliche Gesundheit.

## Politik
Zybach war von 2005 bis 2011 Mitglied des Grossen Gemeinderates (Legislative) von Spiez, den sie 2009 präsidierte. Von 2005 bis 2006 gehörte sie der Geschäftsprüfungskommission an.
Von 2010 bis 2016 amtete sie Vizepräsidentin der SP Kanton Bern.
Seit 2012 ist sie Mitglied des Gemeinderates (Exekutive) von Spiez und leitet das Ressort Finanzen und Liegenschaften. Seit 2021 ist sie zudem Vizegemeindepräsidentin.
2014 wurde Zybach in den Grossen Rat des Kantons Bern gewählt, wo sie von 2014 bis 2017 der Geschäftsprüfungskommission angehörte. 2018 bis 2021 war Zybach Mitglied der Finanzkommission, seit 2021 ist sie Mitglied der Gesundheit- und Sozialkommission. 2015 wurde Ursula Zybach vom Grossen Rat zur Vizepräsidentin gewählt. Im Amtsjahr 2017/2018 war Ursula Zybach Präsidentin des Grossen Rates und vertrat diesen an zahlreichen Anlässen im Kanton.
Seit Juni 2022 ist sie Vizepräsidentin der SP-JUSO-Fraktion im Grossen Rat.
Bei den Wahlen 2023 wurde sie in den Nationalrat gewählt. Sie ist Mitglied der Finanzkommission.

## Weitere Engagements
Von 2007 bis 2019 war Ursula Zybach Präsidentin der Stillförderung Schweiz.
Von 2009 bis 2022 amtete sie als Präsidentin des Fachverbands Public Health Schweiz, welchem sie 2014 bis 2015 auch als geschäftsführende Präsidentin vorstand. In dieser Funktion war sie ebenfalls Vizepräsidentin der Allianz Gesunde Schweiz und Vorstandsmitglied der Arbeitsgemeinschaft Tabakprävention sowie der Schweizerischen Gesellschaft für Ernährung (SGE).
Ursula Zybach war von 2016 bis 2019 Mitglied der Eidgenössischen Kommission für Tabakprävention und ist seit 2020 Mitglied der Eidgenössischen Ernährungskommission.
Seit 2017 ist Zybach Stiftungsrätin von IdéeSport.
Seit 2018 ist sie Präsidentin der Spitex Kanton Bern, Stiftungsrätin der Stiftung UNESCO-Welterbe Swiss Alps Jungfrau-Aletsch, Vorstandsmitglied des Musikfestivals Interlaken Classics sowie Beirätin im Departement Soziale Arbeit der Berner Fachhochschule.
Von 2019 bis 2022 war Zybach Verwaltungsrätin der Congress Kursaal Interlaken AG, seit 2022 ist sie Verwaltungsratspräsidentin.
2022 wurde sie in den Vorstand der Fachstelle benevol im Kanton Bern gewählt, 2023 in den Vorstand der Arbeitssicherheit Schweiz sowie den Vorstand der Frauenzentrale Kanton Bern.

## Auszeichnungen
An der Mitgliederversammlung von Public Health Schweiz im Juni 2022 wurde Ursula Zybach zum Ehrenmitglied ernannt.
Die Swiss School of Public Health (SSPH+) hat Ursula Zybach am 23. Juni 2023 für ihr Engagement für die öffentliche Gesundheit als Honorary Fellow gewählt.